# The Airfood Project
 (novembre 2020).
The Airfood Project est un mouvement apparu à l'échelle européenne en 2012, après les menaces de l’arrêt du Programme européen d'aide aux plus démunis (PEAD) qui permet alors à 18 millions d'Européens de se nourrir.
Le mouvement s'inspire du  Air Guitar (faire semblant de jouer de la guitare), mais cette fois-ci il s'agit de faire semblant de manger. Le but est de réunir et sensibiliser le plus possible de citoyens européens qui peuvent participer en se filmant en faisant semblant de manger et en postant leurs vidéos sur le Web.
Dénonçant ainsi la disparition de la PEAD,  The Airfood Project est notamment soutenu par les Restaurants du cœur, la Croix rouge française, les Banques Alimentaires et le Secours populaire français.